# Aldi
Aldi (nazwa stylizowana: ALDI) – niemiecka sieć dyskontów spożywczo-przemysłowych obecna na pięciu kontynentach. Siódma pod względem sprzedaży sieć marketów na świecie. Nazwa przedsiębiorstwa pochodzi od skrótu nazwiska Albrecht i słowa diskont. Przedsiębiorstwo powstało i do dziś jest firmą rodzinną Albrechtów z Essen.

## Początki działalności

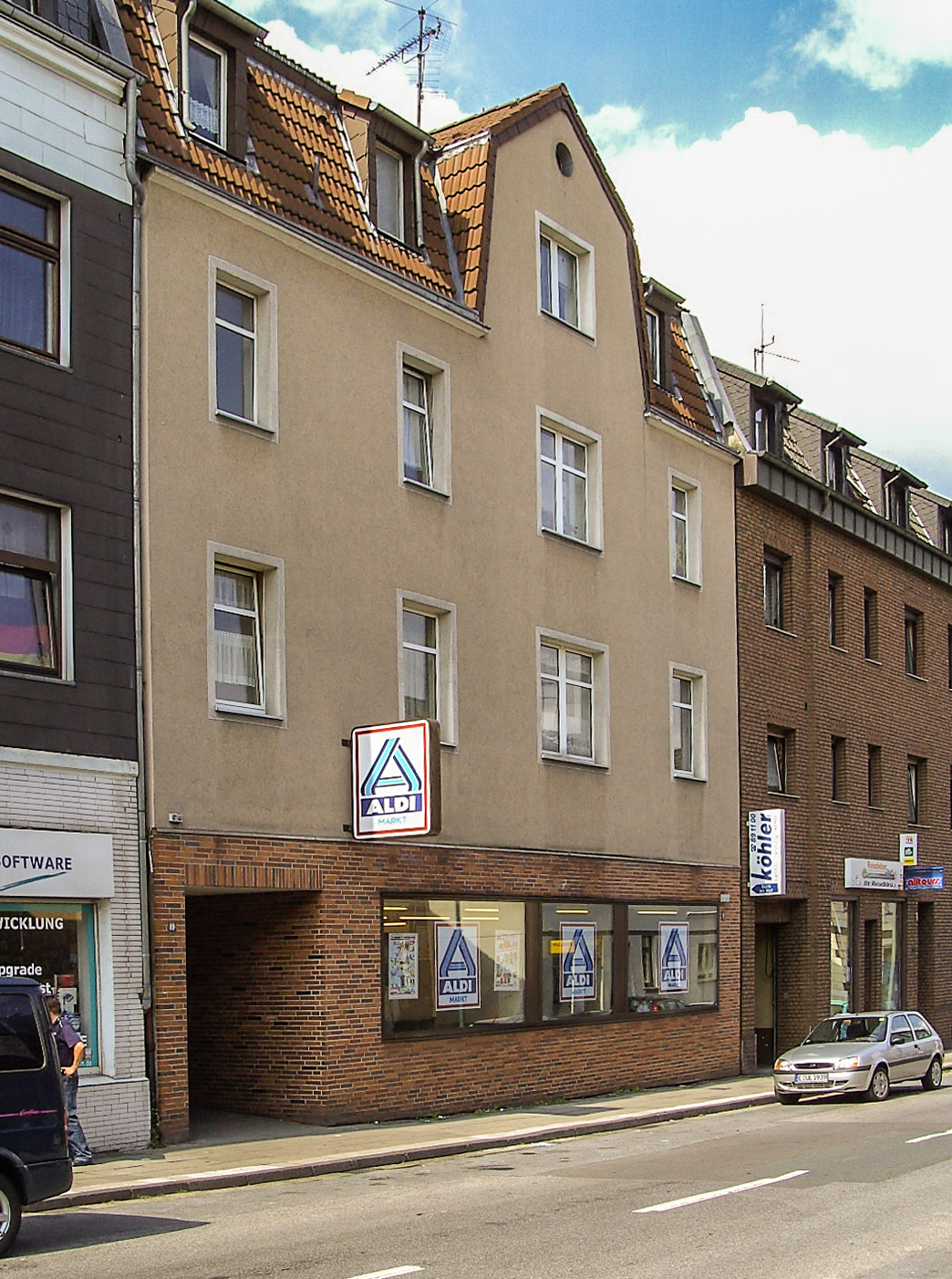
Pierwszy sklep Aldi przy Huestraße 89 w Essen-Schonnebeck, 2006

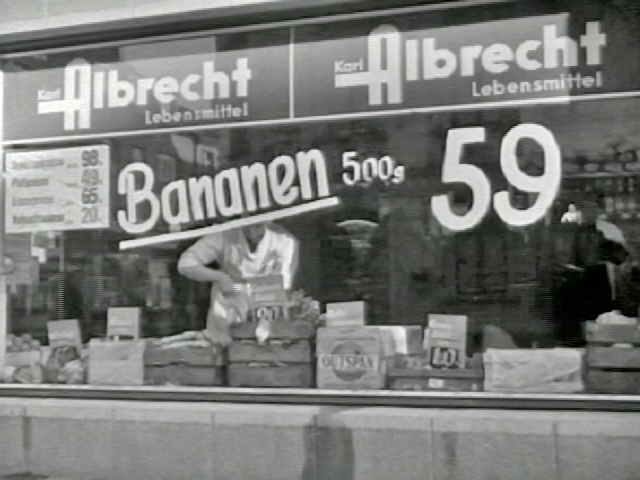
Witryna sklepu w 1958 roku

Przedsiębiorstwo powstało w 1913 roku w Schonnebeck – północno-wschodniej dzielnicy Essen, kiedy to Anna Albrecht otworzyła mały sklep spożywczy. Na przełomie lat 20. i 30. XX wieku, po śmierci męża górnika, w sklepie zaczęli pomagać jej małoletni synowie. Karl i Theodor rozwozili na drewnianym wózku po ulicach rodzinnej dzielnicy, bułki ze sklepu matki. Dochody z tej działalności jednak nie wystarczały, więc Karl śladem ojca rozpoczął pracę w górnictwie, a młodszy Theo znalazł pracę w delikatesach. W 1946 roku jej synowie Karl i Theo Albrecht przejęli sklep i w ciągu kilku lat przekształcili firmę w dyskont spożywczy. Na początku firma sprzedawała podstawowe produkty, tzw. bazowe, jak: mąka, cukier i konserwy. W latach 60. XX wieku pojawiły się kosmetyki, a w latach 90. XX wieku Aldi zaczęło handlować tzw. towarami luksusowymi. W 1966 roku bracia podjęli decyzję o rozdzieleniu działalności firmy. Aldi Süd inwestowała w południowej części Niemiec a Aldi Nord w północnej. Firmy różnią się również pod względem strategii rozwoju działalności poza Niemcami. Aldi Nord inwestuje głównie w Europie, natomiast największym rynkiem zagranicznym dla Aldi Süd są Stany Zjednoczone.

## Struktura właścicielska Aldi Nord
Aldi Nord, kierowana przez lata przez Theo Albrechta, jest obecnie własnością trzech fundacji związanych z rodziną Albrechtów: Markus Fundation, która ma 61% udziałów, Lukas Fundation 19,5% i Jakobus Fundation 19,5%. Rodzina podzieliła w ten sposób akcje spółki w celu zapobieżenia wrogiemu przejęciu.

## Działalność poza Niemcami

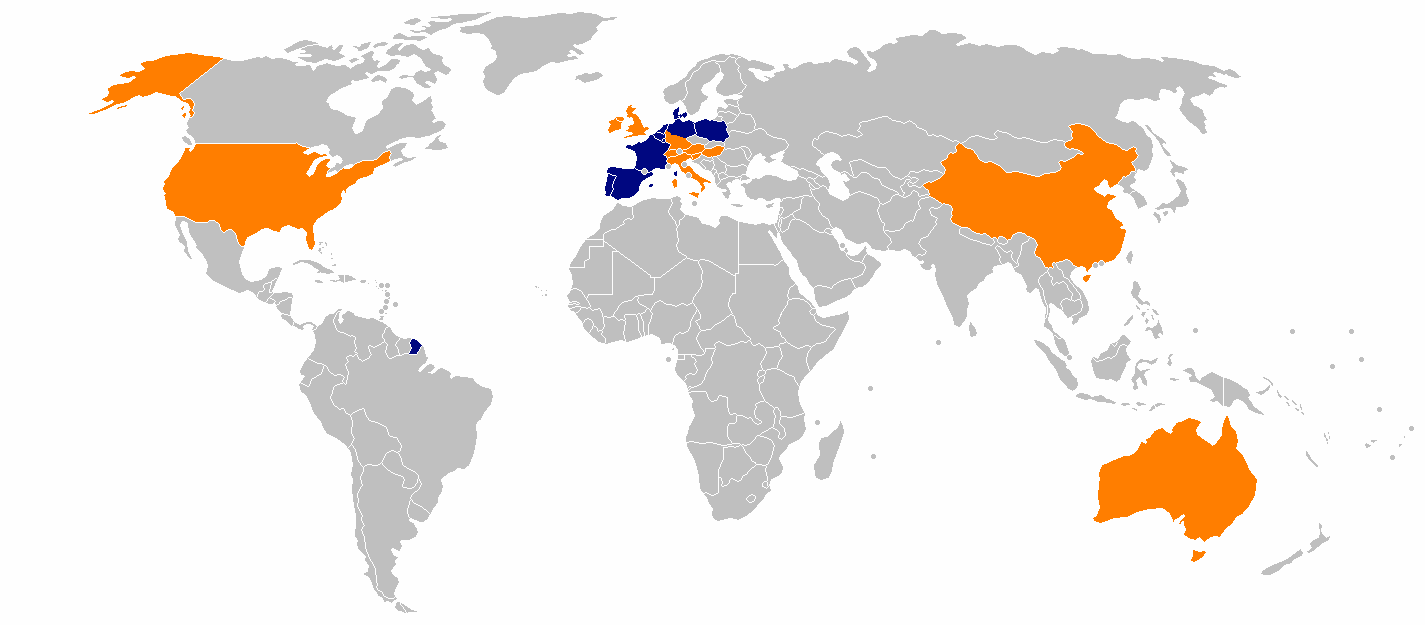
Aldi na świecie. Na niebiesko zaznaczono sklepy grupy Aldi Nord, na pomarańczowo grupy Aldi Süd (2013)

Firma, podzielona na dwie grupy – Aldi Nord i Aldi Süd – działa w wielu krajach europejskich oraz w Australii, Chinach i Stanach Zjednoczonych. W Słowenii i Austrii Aldi Süd działa pod marką Hofer.

### W Chinach
W połowie 2019 roku firma otworzyła pierwsze dyskonty w Chinach.
W roku 2019 firma Aldi zajęła 7. miejsce rankingu największych przedsiębiorstw handlowych świata z przychodem wysokości 98,287 mld dol.

### W Polsce

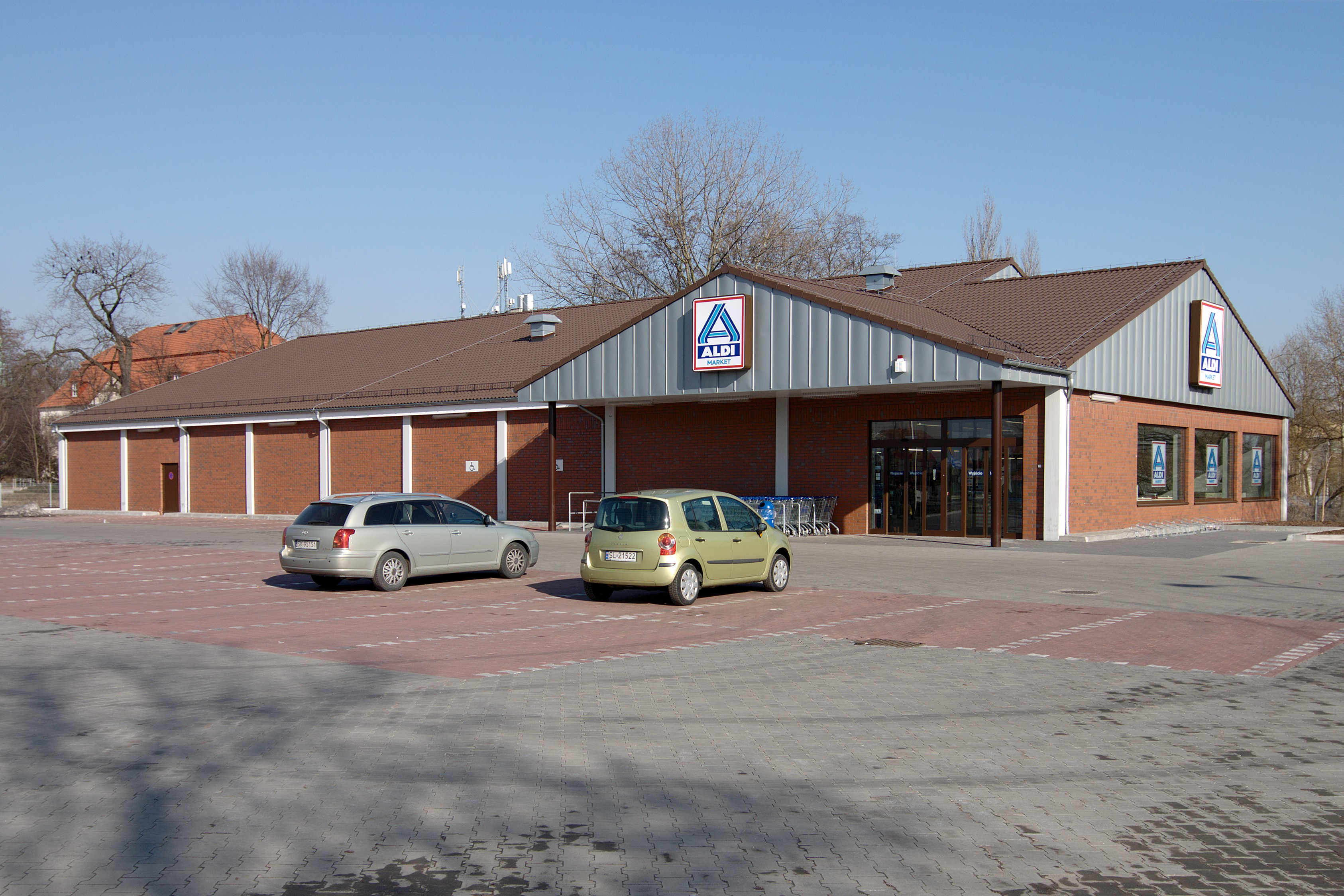
Aldi w Rudzie Śląskiej

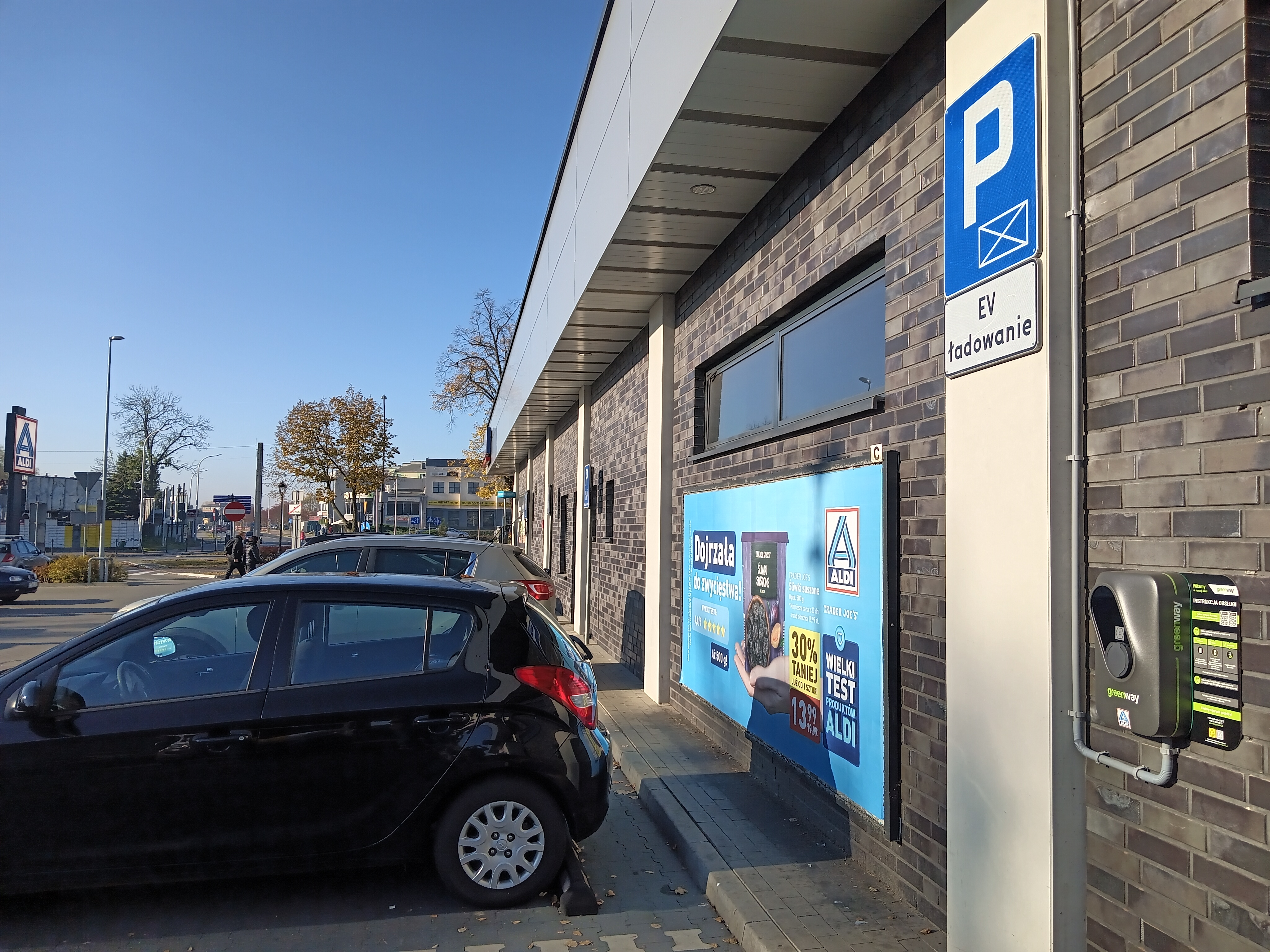
Stacja ładowania samochodów elektrycznych przy dyskoncie Aldi Nord w Tomaszowie Mazowieckim

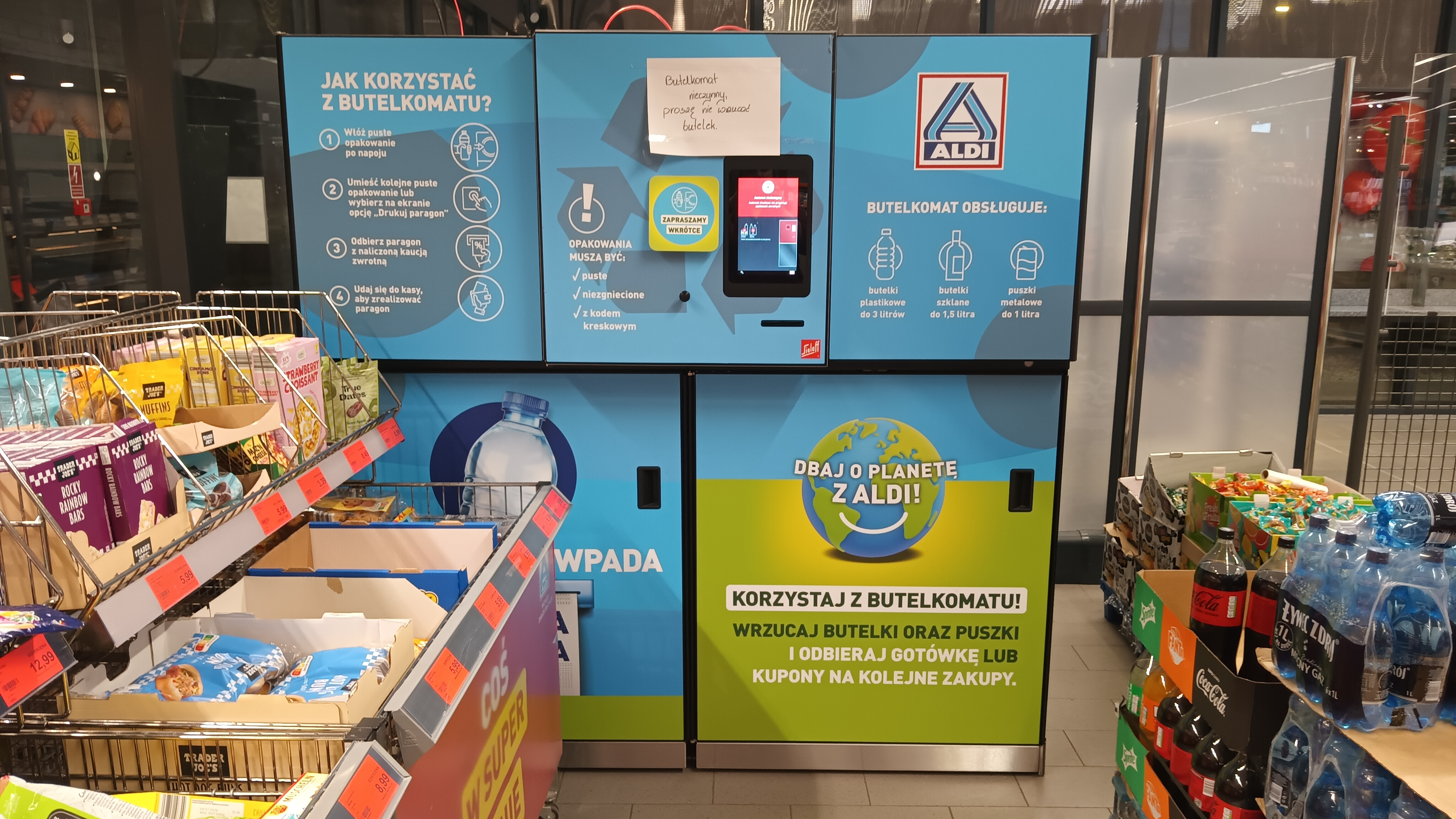
Automat do recyklingu używanych butelek w Aldi Nord w Polsce

W połowie 2006 roku Aldi rozpoczęło działalność w Polsce. Oddział w Polsce podlega grupie Aldi Nord (pol. Aldi Północ). Jednak w przeciwieństwie do skali inwestycji w rodzimych Niemczech i wyrównanej tam konkurencji z największym konkurentem – Lidlem, w Polsce początkowo firma inwestowała jedynie w południowo-zachodnich województwach. Pierwsze osiem sklepów zostało otwartych 25 lutego 2008 roku (powstały w Głogowie, Żorach, Tarnowskich Górach, Poznaniu, Sulechowie, Brzegu, Bielsku-Białej i Jeleniej Górze).
W drugiej dekadzie XXI wieku sieć zaczęła otwierać pojedyncze dyskonty w innych częściach Polski. W całej Polsce w sierpniu 2016 sieć posiadała 113 sklepów, zatrudniając ponad 1160 pracowników. Pod koniec marca 2018 jedenaście obiektów więcej. Pod koniec lipca 2019 były to 132 sklepy. Aldi w Polsce posiada ponad 260 sklepów i zatrudnia około 3500 pracowników. W latach 2016–2020 spółka nie zapłaciła w Polsce podatku dochodowego od osób prawnych.
Od sierpnia 2017 roku polskim oddziałem Aldi Nord zarządza Oktawian Torchała.

### W Stanach Zjednoczonych
W Stanach Zjednoczonych Aldi Süd inwestuje od 1976 roku i ma 1800 dyskontów w 35 stanach. Według CNN jest piątą największą siecią spożywczą w USA.

### W Wielkiej Brytanii

Wzrost udziału Aldi w rynku brytyjskim wg badania Kantara

Na rynku brytyjskim Aldi zadebiutowało 5 kwietnia 1990 roku, otwierając pierwszy sklep w Birmingham. W 2017 roku sieć miała na wyspach 600 dyskontów.